# Liste der Biografien/Delg
Liste der Biografien |
Portal Biografien |
Personensuche
# |
A |
B |
C |
D |
E |
F |
G |
H |
I |
J |
K |
L |
M |
N |
O |
P |
Q |
R |
S |
T |
U |
V |
W |
X |
Y |
Z |
?
 
Da |
Db |
Dc |
Dd |
De |
Dg |
Dh |
Di |
Dj |
Dk |
Dl |
Dm |
Dn |
Do |
Dq |
Dr |
Ds |
Du |
Dv |
Dw |
Dy |
Dz
 
De A |
De B |
De C |
De D |
De E |
De F |
De G |
De H |
De J |
De K |
De L |
De M |
De N |
De P |
De Q |
De R |
De S |
De T |
De V |
De W |
De Y |
De Z 

Dea |
Deb |
Dec |
Ded |
Dee |
Def |
Deg |
Deh |
Dei |
Dej |
Dek |
Del |
Dem |
Den |
Deo |
Dep |
Deq |
Der |
Des |
Det |
Deu |
Dev |
Dew |
Dex |
Dey |
Dez
 
Dela |
Delb |
Delc |
Deld |
Dele |
Delf |
Delg |
Delh |
Deli |
Delj |
Delk |
Dell |
Delm |
Deln |
Delo |
Delp |
Delr |
Dels |
Delt |
Delu |
Delv |
Delw |
Dely |
Delz
Die Liste der Biografien führt alle Personen auf, die in der deutschsprachigen Wikipedia einen Artikel haben. Dieses ist eine Teilliste mit 88 Einträgen von Personen, deren Namen mit den Buchstaben „Delg“ beginnt.

## Delg

### Delga
- Delga, Carole (* 1971), französische PolitikerinCarole Delga (* 1971)

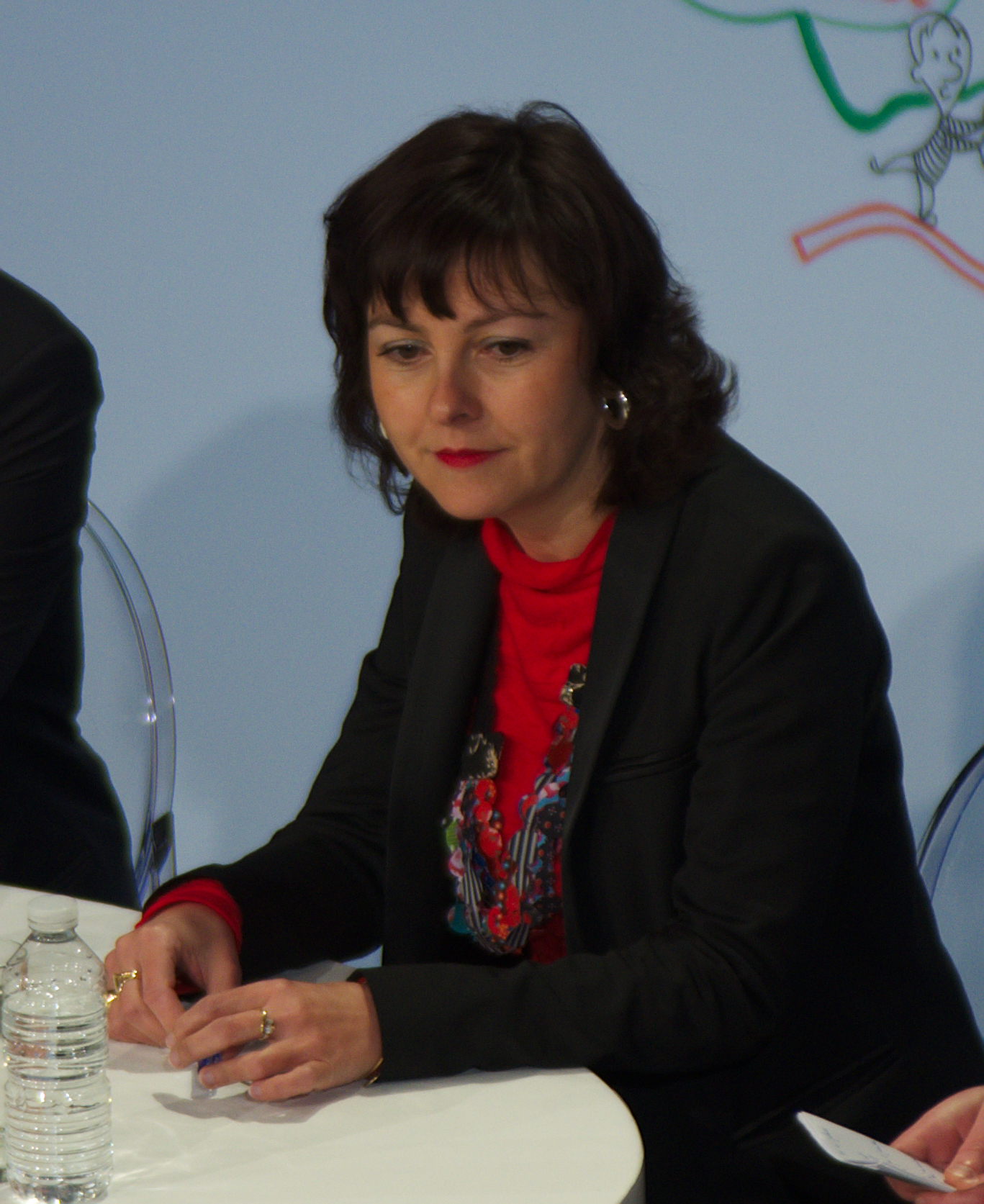
Carole Delga (* 1971)

- Delgadillo, Alini (* 1997), bolivianische Sprinterin
- Delgadillo, Angel (* 1927), US-amerikanischer Friseur und Geschäftsmann
- Delgadillo, Luis Abraham (1887–1961), nicaraguanischer Komponist
- Delgado Altamirano, Juan B. (1868–1929), mexikanischer Botschafter und Dichter
- Delgado Ávila, Miguel (1929–2008), venezolanischer Geistlicher, römisch-katholischer Bischof von Barcelona
- Delgado Carmona, Rubén Gregorio (* 1968), venezolanischer römisch-katholischer Geistlicher, Bischof von San Felipe
- Delgado Ceretta, Álvaro (* 1969), uruguayischer Tierarzt und Politiker
- Delgado Chalbaud, Carlos (1909–1950), venezolanischer Politiker, Präsident von Venezuela
- Delgado Chalbaud, Román (1882–1929), venezolanischer Berufsoffizier und Politiker
- Delgado Evers, Alfonso (* 1942), argentinischer Geistlicher, emeritierter römisch-katholischer Erzbischof von San Juan de Cuyo
- Delgado Fortes, Lidia (* 1992), deutsch-kap-verdische Schauspielerin
- Delgado Galindo, Miguel (* 1963), spanischer römisch-katholischer Geistlicher, Kirchenrechtler
- Delgado Molina, Alberto (* 2005), spanischer Handballspieler
- Delgado Pardo, Andrés (1870–1940), venezolanischer Komponist, Pianist und Musikpädagoge
- Delgado Ramírez, Celso Humberto (* 1942), mexikanischer Botschafter und Politiker der PRI
- Delgado Ramírez, Neuris (* 1981), kubanischer Schachspieler
- Delgado Silva, William Enrique (* 1951), venezolanischer Geistlicher, emeritierter römisch-katholischer Bischof von Cabimas
- Delgado y León, José Matías (1767–1832), Gründer von El Salvador
- Delgado, Agustín (* 1974), ecuadorianischer Fußballspieler
- Delgado, Alberto (* 1978), kubanischer Fußballspieler
- Delgado, Alexandre (* 1965), portugiesischer Komponist, Dirigent, Musikkritiker, Musiktheoretiker, Geiger und Musikredakteur
- Delgado, Alexis (* 1987), chilenischer Fußballspieler
- Delgado, Álvaro (* 1995), chilenischer Fußballspieler
- Delgado, Ana (* 1978), angolanische Politikerin (MPLA)
- Delgado, Ana Irene (* 1982), panamaische Politikerin, Diplomatin und ehemalige Fechterin
- Delgado, Anita (1890–1962), spanische Flamenco-Sängerin und Tänzerin sowie indische Rani
- Delgado, Antonio (* 1977), amerikanischer Politiker (Demokratische Partei)
- Delgado, Beatrix (* 1966), Schweizer PopsängerinBeatrix Delgado (* 1966)

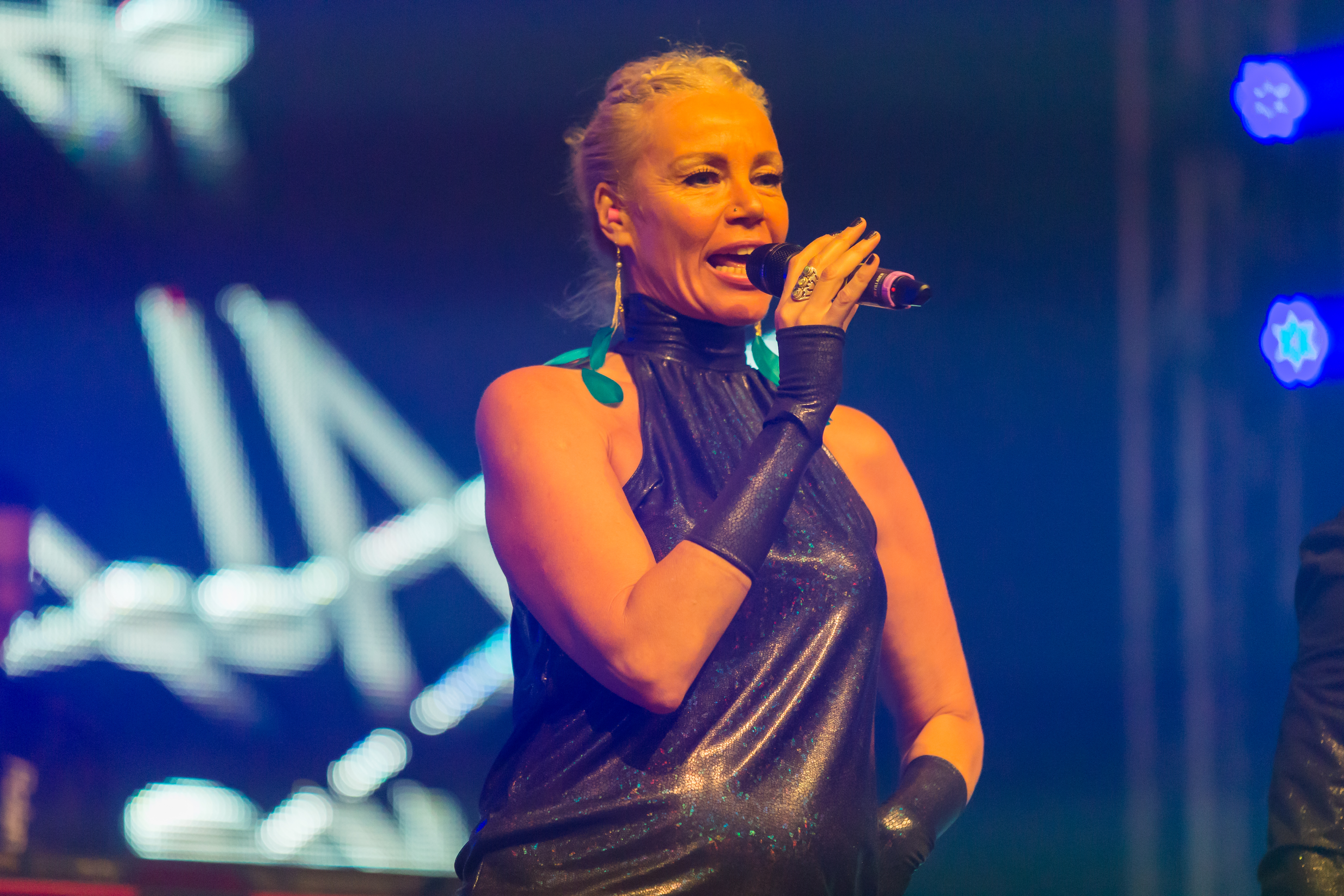
Beatrix Delgado (* 1966)

- Delgado, César (* 1981), argentinischer Fußballspieler
- Delgado, Claudio (* 1984), paraguayischer Fußballspieler
- Delgado, Cyro (* 1961), brasilianischer Schwimmer
- Delgado, Dolores (* 1962), spanische Staatsanwältin und Politikerin
- Delgado, Edder (* 1986), honduranischer Fußballspieler
- Delgado, Emilio (1940–2022), US-amerikanischer Schauspieler und Sänger
- Delgado, Enrique (* 1955), peruanischer Geistlicher, römisch-katholischer Weihbischof in Miami
- Delgado, Eric, US-amerikanischer Schauspieler
- Delgado, Faustino (1921–2004), peruanischer Fußballspieler
- Delgado, Fernando (1930–2009), spanischer Schauspieler
- Delgado, Francisco Afan (1886–1964), philippinischer Politiker
- Delgado, Giselle (* 1988), chilenische Squashspielerin
- Delgado, Honorio (1892–1969), peruanischer Naturwissenschaftler, Mediziner, Philosoph und Autor
- Delgado, Humberto (1906–1965), portugiesischer General und Politiker
- Delgado, Isaac (1839–1912), Geschäftsmann und Philanthrop in New Orleans
- Delgado, Issac (* 1962), kubanischer Salsamusiker
- Delgado, Ivan (* 1998), luxemburgischer Basketballspieler
- Delgado, Jairo (* 1985), luxemburgischer Basketballspieler
- Delgado, James P. (* 1958), US-amerikanischer Unterwasserarchäologe und Autor
- Delgado, Jamie (* 1977), britischer TennisspielerJamie Delgado (* 1977)

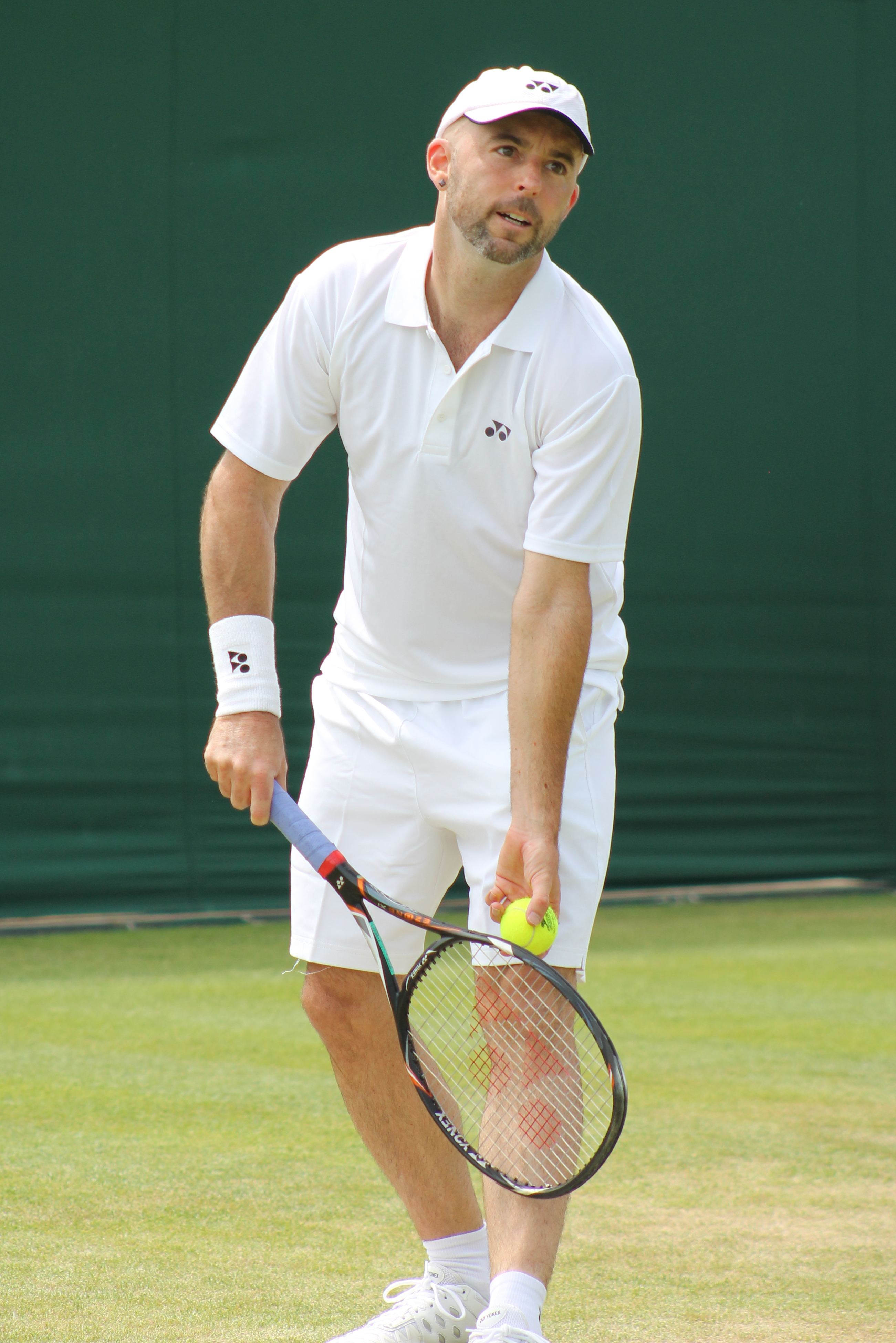
Jamie Delgado (* 1977)

- Delgado, Javier (* 1975), uruguayischer Fußballspieler
- Delgado, José (* 1974), spanischer Handballspieler und -trainer
- Delgado, Juan, mexikanischer Fußballspieler
- Delgado, Juan (* 1891), uruguayischer Fußballspieler
- Delgado, Juan (* 1993), chilenischer Fußballspieler
- Delgado, Juan Ignacio (* 1994), uruguayischer Fußballspieler
- Delgado, Juana, ecuadorianische Fußballschiedsrichterin
- Delgado, Leandro (* 1982), chilenischer Fußballspieler
- Delgado, Lindolfo (* 1994), mexikanischer Boxer
- Delgado, Lorenzo (* 1916), mexikanischer Boxer
- Delgado, Luís (* 1979), angolanischer Fußballspieler
- Delgado, Marcelo (* 1973), argentinischer Fußballspieler
- Delgado, Mariano (* 1955), spanischer römisch-katholischer Theologe und Kirchenhistoriker
- Delgado, Marky (* 1995), US-amerikanischer Fußballspieler
- Delgado, Matías (* 1982), italienisch-argentinischer Fußballspieler
- Delgado, Nelson (* 1980), luxemburgischer Basketballspieler
- Delgado, Noémia (1933–2016), portugiesische Filmregisseurin, Filmeditorin, Drehbuchautorin und Dokumentarfilmerin
- Delgado, Nuno (* 1976), portugiesischer Judoka
- Delgado, Paco (* 1965), spanischer Kostümdesigner
- Delgado, Patrickson (* 2003), ecuadorianischer Fußballspieler
- Delgado, Pedro (* 1960), spanischer RadrennfahrerPedro Delgado (* 1960)

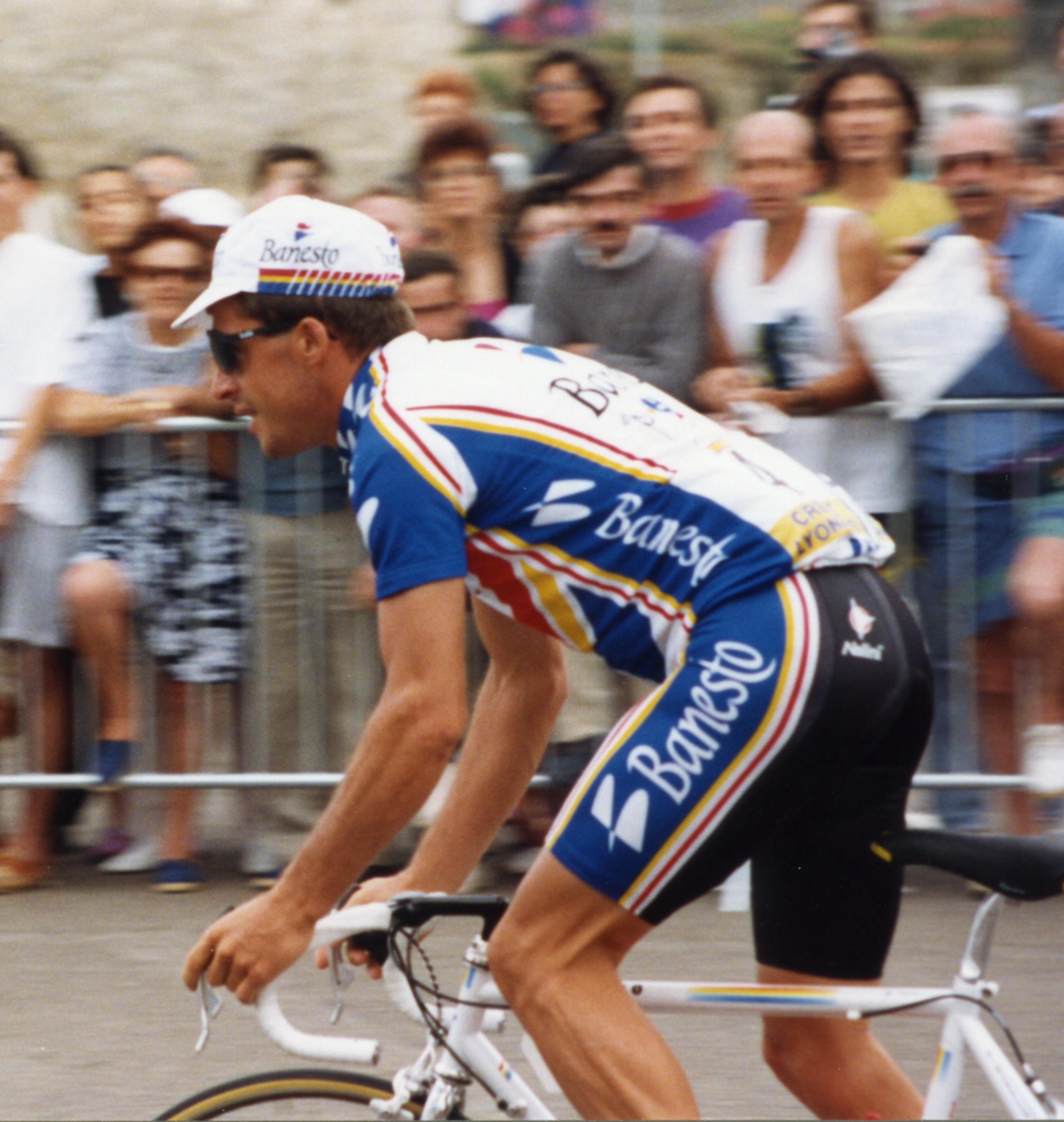
Pedro Delgado (* 1960)

- Delgado, Pedro Raúl Villagra (* 1952), argentinischer Diplomat
- Delgado, Pepe, mexikanischer Fußballspieler
- Delgado, Rafael (1746–1800), Militärgouverneur der spanischen Provinz Trinidad
- Delgado, Rafael (1853–1914), mexikanischer Lyriker
- Delgado, Ramón (* 1976), paraguayischer Tennisspieler
- Delgado, Raoul (* 1993), französischer Fußballspieler
- Delgado, Regino (1956–2016), kubanischer Fußballspieler
- Delgado, Ricardo (* 1947), mexikanischer Boxer
- Delgado, Ricardo Aleixo (* 1994), luxemburgischer Fußballspieler
- Delgado, Richard (* 1939), US-amerikanischer Rechtswissenschaftler
- Delgado, Rocío (* 1977), spanische Freestyle-Skisportlerin
- Delgado, Rogelio (* 1959), paraguayischer Fußballspieler
- Delgado, Roger (1918–1973), britischer Schauspieler
- Delgado, Sandor (* 1999), US-amerikanischer Bahnradsportler
- Delgado, Silviano (* 1969), mexikanischer Fußballspieler
- Delgado-López, Gabi (1958–2020), deutscher Komponist, Textdichter und ProduzentGabi Delgado-López (1958–2020)

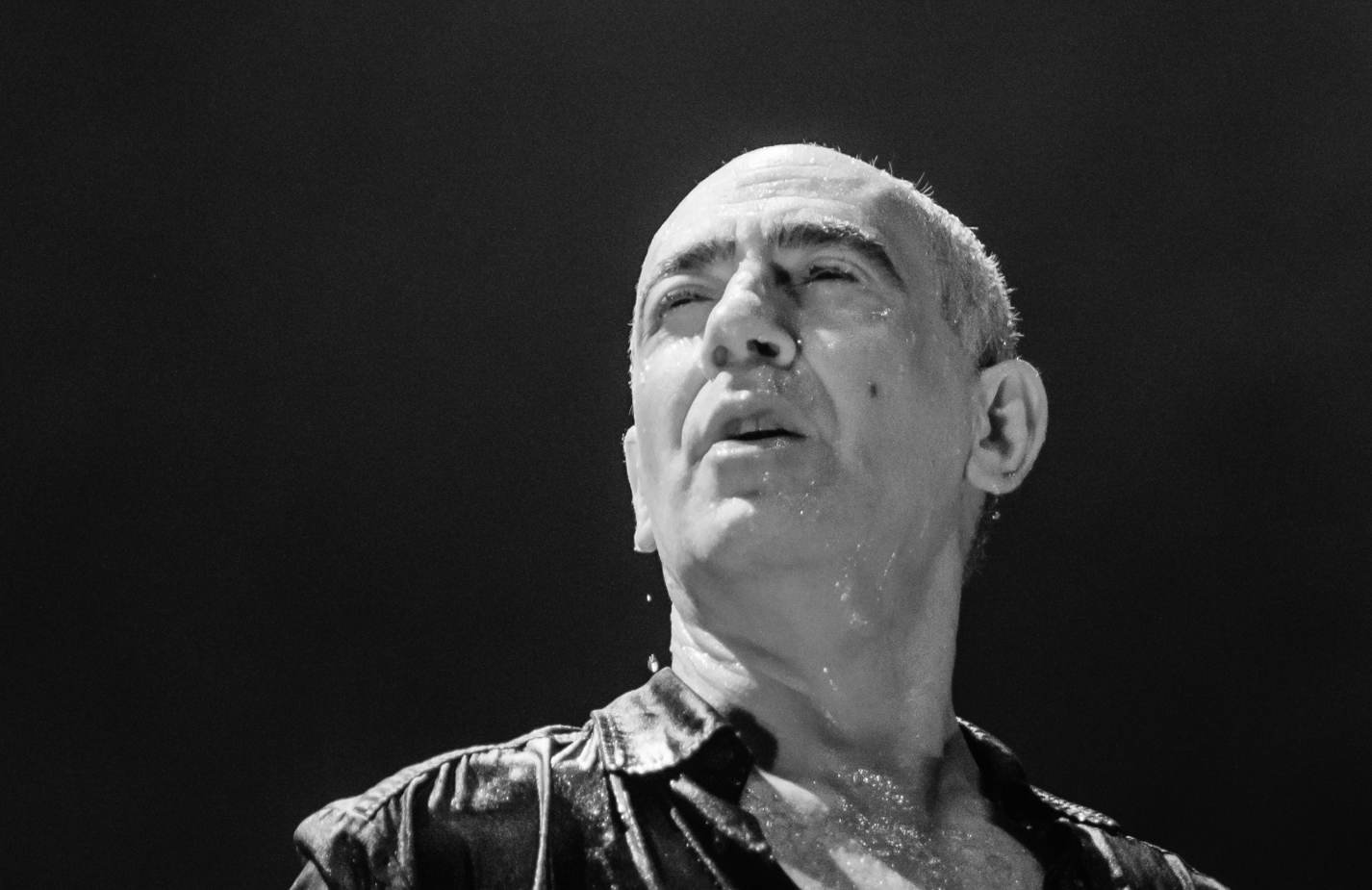
Gabi Delgado-López (1958–2020)

### Delgi
- Delgiudice, Michel (1924–2006), französischer Komponist und Dirigent

### Delgr
- Delgrossi, Olga (* 1932), uruguayische Tangosängerin